# Korolubek

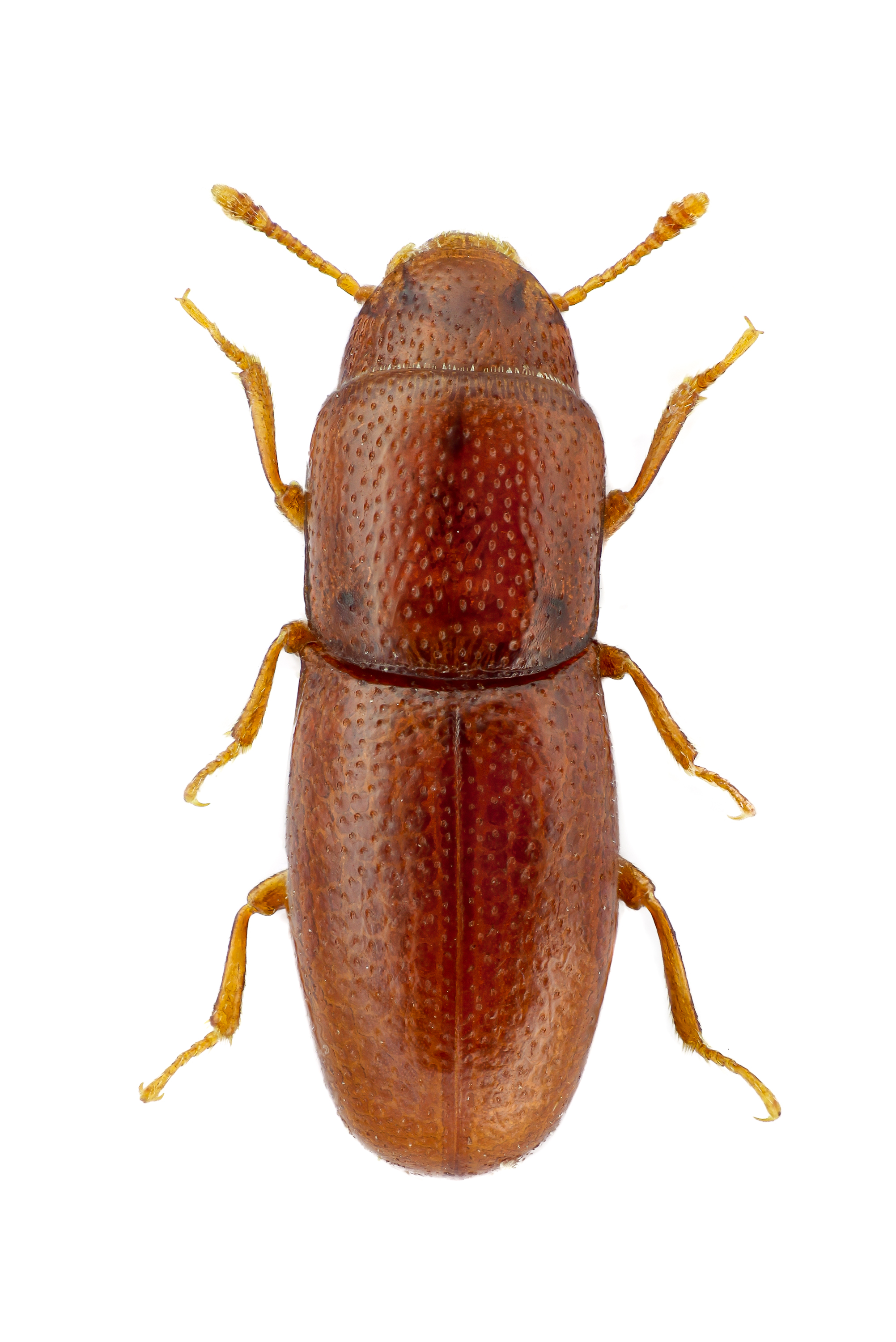

Korolubek (Aglenus) – rodzaj chrząszczy z rodziny trąbików, jedyny z monotypowej podrodziny Agleninae, obejmujący tylko jeden gatunek – A. brunneus. Takson kosmopolityczny. Larwy oraz owady dorosłe są generalistycznymi detrytusożercami, spotykanymi w warunkach naturalnych, jak i synantropijnych. Wszystkie stadia rozwojowe są całkowicie ślepe.

## Taksonomia
Gatunek typowy rodzaju opisany został po raz pierwszy w 1813 roku przez Leonarda Gyllenhaala pod nazwą Hypophloeus brunneus. W nowym rodzaju Aglenus umieścił go w 1845 roku Wilhelm Ferdinand Erichson. W 1878 roku George Henry Horn sklasyfikował ów rodzaj we własnym plemieniu Agleni. Przez dłuższy czas rodzaj ten umieszczany był w rodzinie gwozdnikowatych (Colydiidae). Dopiero w 1980 roku John Francis Lawrence wskazał podobieństwa między rodzajem Aglenus a zaliczanym do Prostominiinae rodzajem Ocholissa, w związku z czym sklasyfikował Aglenus w monotypowej podrodzinie Agleninae w obrębie rodziny trąbików (Salpingidae). Taka klasyfikacja ugruntowana została przez pracę Lawrence’a i Alfreda Newtona z 1995 roku oraz podtrzymana przez pracę autorstwa 11 koleopterologów z 2011 roku.

## Morfologia
Chrząszcze o wydłużonym, walcowatym ciele długości od 1,6 do 2,2 mm. Pigmentacja oskórka jest delikatna, skutkując  ubarwieniem jasnobrunatnym do brunatnego, często jaśniejszym na pokrywach niż na głowie i przedpleczu. Głowa jest półkolista w obrysie, całkowicie pozbawiona oczu. Czułki buduje jedenaście członów, z których trzy ostatnie formują buławkę. Miejsca osadzenia czułków są zakryte, niewidoczne patrząc od góry, a rowki podczułkowe nie występują. Szczytowe człony głaszczków obu par są podobnego kształtu. Walcowate przedplecze ma delikatnie zaznaczone listewki po bokach i nieobrzeżoną krawędź podstawową. Punktowanie głowy i przedplecza może przybierać różną gęstość i rozmiary, natomiast między punktami zwykle widoczna jest delikatna, siateczkowata mikrorzeźba. Długość pokryw jest od 1,4 do 1,6 raza większa niż ich szerokość. Na każdej pokrywie występuje 7 rzędów grubych punktów oddzielonych gładkimi i płaskimi międzyrzędami (zagonikami) na odległości równej 1–2 średnicom tychże punktów. Czasem punkty bocznych rzędów są rozmieszczone nieregularnie i nie tworzą linii. Pokrywy zakrywają cały odwłok i mają wyraźnie ukształtowane, kanciasto sterczące barki. Tylnej pary skrzydeł brak zupełnie. Przedpiersie ma wyrostek międzybiodrowy o równoległych bokach i zaokrąglonym szczycie. Panewki bioder przedniej pary otwierają się z tyłu. Panewki bioder środkowych również są otwarte. U obu płci odnóża wszystkich par mają czteroczłonowe stopy. Na spodzie odwłoka widocznych jest pięć sternitów (wentrytów), z których pierwszy wypuszcza ku przodowi szeroko zaokrąglony na szczycie wyrostek międzybiodrowy.
Larwy mają wydłużone, spłaszczone ciało o mniej więcej równoległych bokach. Prognatyczna głowa jest całkowicie pozbawiona oczek larwalnych. Żuwaczki mają dobrze rozwinięte mole, natomiast pozbawione są prosteki. Podgębie ma sklerom kształtem podobny do moli.

## Ekologia i występowanie
Owad ten w warunkach naturalnych spotykany jest w ściółce leśnej, norach gryzoni, jaskiniach i pod odstającą korą. Nie stroni jednak od zacienionych środowisk synantropijnych. Spotykany jest w piwnicach, starych stodołach, spichrzach, młynach, oborach, stajniach, kurnikach i gołębnikach. Bytuje w ściółce dla zwierząt, pod leżącymi na glebie deskami, w pryzmach kompostowych, pod plewami, nawozem, odchodami, słomą i sieczką. Jest generalistycznym detrytusożercą. Żeruje na rozkładającym się materiale roślinnym (saprofitofagia), grzybach (mykofagia), padlinie (nekrofagia), nawozie i odchodach (koprofagia), w tym guanie. W sprzyjających warunkach może tworzyć liczebne populacje. W pieczarkarniach notowany bywa jako szkodnik.
Korolubek przypuszczalnie wywodzi się z nearktycznej Ameryki Północnej, skąd rozprzestrzenił się w wyniku licznych zawleczeń, stając się kosmopolitą. Współcześnie występuje na wszystkich kontynentach z wyjątkiem Antarktydy. W Australii występuje na południowym wschodzie kontynentu. W Europie rozsiedlony jest od Hiszpanii na zachodzie po Rosję i Kaukaz na wschodzie, a jego północna granica zasięgu przebiega przez Irlandię, Anglię i południe Szwecji. W Polsce jest rzadko spotykany, a większość jego rekordów z tego kraju pochodzi z XIX wieku.